# Jason Newsted
Jason Curtis Newsted, född 4 mars 1963 i Battle Creek i Michigan, är en amerikansk musiker. Han är mest känd som basist i Metallica från oktober 1986 till januari 2001.

## Biografi
Newsted grundade 1981 bandet Gangster som två år senare bytte namn till Flotsam and Jetsam. Kort efter att debutalbumet Doomsday for the Deceiver hade släppts 1986 lämnade Newsted bandet för att ersätta Metallicas basist Cliff Burton, som hade omkommit i en trafikolycka i Dörarp, Sverige den 27 september 1986. Newsted blev medlem i Metallica den 28 oktober och den 21 augusti året därpå spelade han på EP:n Garage Days Re-Revisited under pseudonymen Master J. Newkid. Newsted spelade sin första livekonsert med bandet på Country Club i Reseda, Kalifornien den 8 november. Newsted sjöng även för Metallica, oftast en enstaka låt, men under några ytterst få tillfällen hela konserter, då James Hetfields röst inte klarade av spelningar.
Den 17 januari 2001 tillkännagav Newsted att han ämnade lämna Metallica efter drygt fjorton år i bandet. Anledningen till detta var att han ville ta ett år ledigt från Metallica för att arbeta med sitt sidoprojekt Echobrain. Detta tillät inte James Hetfield, Metallicas sångare, varpå Jason Newsted valde att lämna Metallica. Newsted har sedan dess gästat enstaka spelningar med Metallica. 
Jason Newsted var medlem i Voivod under pseudonymen Jasonic fram till 2009. Han är även medlem i bandet Rock Star Supernova.
I december 2012 bildade Jason ett nytt band, Newsted, där han spelade bas och sjöng. Projektet lades dock ner 2014.

## Diskografi

### Flotsam and Jetsam
- 1986 – Doomsday for the Deceiver

### Metallica
- 1987 – Garage Days Re-Revisited
- 1988 – ...And Justice for All
- 1991 – Metallica
- 1993 – Live Shit: Binge & Purge
- 1996 – Load
- 1997 – Reload
- 1998 – Garage Inc.
- 1999 – S&M
- 2000 - I Disappear (Singel)

### Sepultura
- 1998 – Against (låten "Hatred Aside", barytongitarr, theremin och sång)

### Moss Brothers
- 2001 – Electricitation

### Echobrain
- 2002 – Echobrain

### Gov't Mule
- 2002 – The Deep End, Volume 2

### IR8 vs. Sexoturica
- 2002 – IR8 / Sexoturica

### Papa Wheelie
- 2002 – Unipsycho
- 2003 – Live Lycanthropy

### Voivod
- 2003 – Voivod
- 2006 – Katorz
- 2009 – Infini

### Rock Star Supernova
- 2006 – Rock Star Supernova

### Newsted
- 2012 - "Heavy Metal Music"